# Georg Eder
Georg Eder (Mattsee, 6 marzo 1928 – Mattsee, 19 settembre 2015) è stato un arcivescovo cattolico austriaco.

## Biografia
Eder nacque il 6 marzo 1928 a Mattsee, a nord di Salisburgo.

### Formazione e ministero sacerdotale
Dopo la scuola, nel 1946 iniziò a frequentare il seminario arcivescovile "Borromäum" di Salisburgo, ove conseguì la maturità. Georg Eder entrò successivamente nel seminario arcivescovile salisburghese.
Il 15 luglio 1956 ricevette l'ordinazione sacerdotale dall'arcivescovo di Salisburgo, Andreas Rohracher. Nel 1960 venne nominato segretario dell'arcivescovo e negli anni successivi ha continuato i suoi studi teologici laureandosi nel 1964 con una tesi sullo Spirito Santo.
Nel 1965 venne nominato parroco a Lofer. Dal 1968 al 1970 prestò servizio a Wörgl come segretario per le porzioni tirolesi dell'arcidiocesi. Nel 1970 divenne parroco di Altenmarkt im Pongau e nel 1981 divenne anche decano di Altenmarkt.

### Ministero episcopale
Il 21 dicembre 1988, dopo le dimissioni del suo predecessore, venne scelto dal capitolo della cattedrale di Salisburgo quale arcivescovo ed ottenne la nomina pontificia da papa Giovanni Paolo II il 17 gennaio 1989.
Dal 1994 al 1996 promosse un sinodo diocesano per promuovere una discussione all'interno della Chiesa e per salvaguardare l'unità della Chiesa universale. La valutazione di questo sinodo fu generalmente positiva, anche se a suo tempo non mancarono le critiche circa la questione delle vocazioni sacerdotali, sul matrimonio e sulla famiglia. Fu nell'attenzione dei media anche la controversia sul tema della morale sessuale.
Il 23 novembre 2002 si dimise dalla carica di arcivescovo; quattro giorni dopo gli succedette Alois Kothgasser, fino ad allora vescovo di Innsbruck.
Morì il 19 settembre 2015 all'età di 87 anni e venne sepolto nella cripta del duomo di Salisburgo.

## Genealogia episcopale e successione apostolica
La genealogia episcopale è:
- Cardinale Scipione Rebiba
- Cardinale Giulio Antonio Santori
- Cardinale Girolamo Bernerio, O.P.
- Arcivescovo Galeazzo Sanvitale
- Cardinale Ludovico Ludovisi
- Cardinale Luigi Caetani
- Cardinale Ulderico Carpegna
- Cardinale Paluzzo Paluzzi Altieri degli Albertoni
- Papa Benedetto XIII
- Papa Benedetto XIV
- Papa Clemente XIII
- Cardinale Giovanni Battista Caprara Montecuccoli
- Vescovo Dionys von Rost
- Vescovo Karl Franz von Lodron
- Vescovo Bernhard Galura
- Vescovo Giovanni Nepomuceno de Tschiderer
- Cardinale Friedrich Johann Joseph Cölestin von Schwarzenberg
- Cardinale Maximilian Joseph von Tarnóczy
- Cardinale Johann Evangelist Haller
- Cardinale Johannes Baptist Katschthaler
- Arcivescovo Balthasar Kaltner
- Arcivescovo Adam Hefter
- Arcivescovo Andreas Rohracher
- Arcivescovo Karl Berg
- Arcivescovo Georg Eder

La successione apostolica è:
- Vescovo Andreas Laun, O.S.F.S. (1995)